# Karlsruher Sport-Club Mühlburg-Phönix 2021-2022
Questa voce raccoglie le informazioni riguardanti il Karlsruher Sport-Club Mühlburg-Phönix nelle competizioni ufficiali della stagione 2021-2022.

## Stagione
Nella stagione 2021-2022 il Karlsruhe, allenato da Christian Eichner, concluse il campionato di 2. Bundesliga al 12º posto. In Coppa di Germania il Karlsruhe fu eliminato al quarti di finale dall'Amburgo.

## Rosa
| N. |                          | Ruolo | Calciatore           |
| -- | ------------------------ | ----- | -------------------- |
| 1  | Austria (bandiera)       | P     | Markus Kuster        |
| 2  | Germania (bandiera)      | D     | Sebastian Jung       |
| 3  | Giamaica (bandiera)      | D     | Daniel Gordon        |
| 4  | Paesi Bassi (bandiera)   | D     | Ricardo van Rhijn    |
| 5  | Finlandia (bandiera)     | D     | Daniel O'Shaughnessy |
| 6  | Germania (bandiera)      | C     | Leon Jensen          |
| 7  | Germania (bandiera)      | C     | Marc Lorenz          |
| 8  | Germania (bandiera)      | C     | Jérôme Gondorf       |
| 9  | Turchia (bandiera)       | A     | Malik Batmaz         |
| 10 | Germania (bandiera)      | C     | Marvin Wanitzek      |
| 11 | Corea del Sud (bandiera) | C     | Choi Kyoung-rok      |
| 14 | Germania (bandiera)      | C     | Benjamin Goller      |
| 16 | Germania (bandiera)      | D     | Philip Heise         |
| 17 | Germania (bandiera)      | A     | Lucas Cueto          |
| 18 | Germania (bandiera)      | D     | Kilian Jakob         |
| 20 | Germania (bandiera)      | D     | Felix Irorere        |

| N. |                     | Ruolo | Calciatore          |
| -- | ------------------- | ----- | ------------------- |
| 21 | Germania (bandiera) | D     | Marco Thiede        |
| 22 | Austria (bandiera)  | D     | Christoph Kobald    |
| 24 | Germania (bandiera) | A     | Fabian Schleusener  |
| 26 | Germania (bandiera) | C     | Nico Theisinger     |
| 27 | Italia (bandiera)   | A     | Stefano Marino      |
| 28 | Germania (bandiera) | P     | Paul Löhr           |
| 29 | Germania (bandiera) | P     | Max Weiß            |
| 30 | Germania (bandiera) | P     | Niklas Heeger       |
| 31 | Germania (bandiera) | A     | Tim Rossmann        |
| 32 | Germania (bandiera) | D     | Robin Bormuth       |
| 33 | Germania (bandiera) | A     | Philipp Hofmann     |
| 34 | Germania (bandiera) | D     | Jannis Rabold       |
| 35 | Germania (bandiera) | P     | Marius Gersbeck     |
| 38 | Germania (bandiera) | C     | Tim Breithaupt      |
| 39 | Turchia (bandiera)  | C     | Efe-Kaan Sihlaroğlu |
| 40 | Serbia (bandiera)   | D     | Lazar Mirković      |

## Organigramma societario
Area tecnica
- Allenatore: Christian Eichner
- Allenatore in seconda: Zlatan Bajramović
- Preparatore dei portieri: Markus Miller
- Preparatori atletici: Florian Böckler, Wendelin Wäcker, Wendelin Wäcker

## Calciomercato

### Sessione estiva
| Acquisti | Acquisti           | Acquisti               | Acquisti |
| R.       | Nome               | da                     | Modalità |
| -------- | ------------------ | ---------------------- | -------- |
| D        | Ricardo van Rhijn  | Sconosciuta            |          |
| D        | Kilian Jakob       | Augusta II             |          |
| A        | Lucas Cueto        | Viktoria Colonia       |          |
| C        | Leon Jensen        | Zwickau                |          |
| C        | Fabio Kaufmann     | Eintracht Braunschweig |          |
| D        | Lazar Mirković     | Karlsruhe U19          |          |
| A        | Marvin Pourié      | Kaiserslautern         |          |
| A        | Fabian Schleusener | Norimberga             |          |

| Cessioni | Cessioni         | Cessioni            | Cessioni |
| R.       | Nome             | a                   | Modalità |
| -------- | ---------------- | ------------------- | -------- |
| C        | Lukas Fröde      | Hansa Rostock       |          |
| A        | Marvin Pourié    | Kickers Würzburg    |          |
| C        | Janis Hanek      | Astoria Walldorf    |          |
| D        | Dirk Carlson     | Erzgebirge Aue      |          |
| D        | Bastian Allgeier | Ulma                |          |
| C        | Xavier Amaechi   | Bolton              |          |
| D        | Marlon Dinger    | Astoria Walldorf II |          |
| C        | Benjamin Goller  | Darmstadt           |          |
| D        | Alexander Groiß  | Saarbrücken         |          |
| C        | David Trivunić   | Nöttingen           |          |
| D        | Kevin Wimmer     | Rapid Vienna        |          |

### Sessione invernale
| Acquisti | Acquisti             | Acquisti | Acquisti |
| R.       | Nome                 | da       | Modalità |
| -------- | -------------------- | -------- | -------- |
| D        | Daniel O'Shaughnessy | HJK      |          |

| Cessioni | Cessioni       | Cessioni         | Cessioni |
| R.       | Nome           | a                | Modalità |
| -------- | -------------- | ---------------- | -------- |
| A        | Dominik Kother | Waldhof Mannheim |          |

## Risultati

### 2. Bundesliga

#### Girone di andata
| Arbitro: | Günsch |

|             |           |                                 |
| Verhoek 52’ | Marcatori | 42’ Kobald 44’ Hofmann 79’ Jung |

| Arbitro: | Thomsen |

|                          |           |  |
| Hofmann 9’, 79’ Choi 76’ | Marcatori |  |

| Sandhausen 14 agosto 2021, ore 13:30 CEST 3ª giornata | Sandhausen | 0 – 0 referto | Karlsruhe | Hardtwaldstadion (4 908 spett.)\| Arbitro: \| Aarnink \| |
| Arbitro:                                              | Aarnink    |               |           |                                                          |

| Karlsruhe 21 agosto 2021, ore 13:30 CEST 4ª giornata | Karlsruhe | 0 – 0 referto | Werder Brema | BBBank Wildpark (10 000 spett.)\| Arbitro: \| Dankert \| |
| Arbitro:                                             | Dankert   |               |              |                                                          |

| Arbitro: | Alt |

|                             |           |            |
| Tempelmann 50’ Shuranov 74’ | Marcatori | 82’ Batmaz |

| Arbitro: | Bacher |

|                      |           |                      |
| Choi 39’ Hofmann 88’ | Marcatori | 78’ Mees 80’ Bartels |

| Arbitro: | Günsch |

|             |           |                      |
| Terodde 15’ | Marcatori | 1’ Choi 88’ Wanitzek |

| Arbitro: | Winter |

|                 |           |                                                       |
| Schleusener 79’ | Marcatori | 13’ (aut.) Gersbeck 45’ (rig.) Burgstaller 58’ Kyereh |

| Arbitro: | Aytekin |

|                              |           |                         |
| Albers 56’ (rig.) Gimber 58’ | Marcatori | 14’ Wanitzek 51’ Thiede |

| Arbitro: | Badstübner |

|                             |           |             |
| Schleusener 46’ Hofmann 67’ | Marcatori | 83’ Barylla |

| Arbitro: | Brych |

|                                      |           |              |
| Heise 9’ (aut.) Klarer 51’ Narey 62’ | Marcatori | 22’ Wanitzek |

| Arbitro: | Gerach |

|                             |           |                                  |
| Schleusener 68’ Hofmann 70’ | Marcatori | 20’ Justvan 23’, 29’, 32’ Michel |

| Arbitro: | Petersen |

|             |           |            |
| Hofmann 18’ | Marcatori | 14’ Kittel |

| Arbitro: | Siewer |

|                   |           |            |
| Kobald 27’ (aut.) | Marcatori | 42’ Kother |

| Arbitro: | Hartmann |

|                                              |           |  |
| Choi 17’ Gordon 27’ Wanitzek 29’ Hofmann 83’ | Marcatori |  |

| Arbitro: | Cortus |

|                                     |           |                 |
| Königsdörffer 47’, 55’ Daferner 69’ | Marcatori | 52’ Schleusener |

| Arbitro: | Stieler |

|                                    |           |                     |
| Batmaz 8’, 39’ Wanitzek 56’ (rig.) | Marcatori | 6’, 73’ Kleindienst |

#### Girone di ritorno
| Arbitro: | Hanslbauer |

|                        |           |                |
| Gordon 13’ Hofmann 26’ | Marcatori | 7’, 82’ Breier |

| Arbitro: | Aytekin |

|                         |           |                                    |
| Gjasula 48’ Holland 51’ | Marcatori | 22’ (aut.) Gjasula 71’ Schleusener |

| Arbitro: | Fritz |

|  |           |                                 |
|  | Marcatori | 45’ Testroet 84’ (aut.) Gondorf |

| Arbitro: | Willenborg |

|                      |           |             |
| Ducksch 51’ Jung 76’ | Marcatori | 59’ Hofmann |

| Arbitro: | Waschitzki-Günther |

|                                                 |           |          |
| Hofmann 39’, 59’ Goller 55’ Wanitzek 90’ (rig.) | Marcatori | 29’ Geis |

| Arbitro: | Sather |

|  |           |                                   |
|  | Marcatori | 16’ O'Shaughnessy 67’ Schleusener |

| Arbitro: | Ittrich |

|          |           |             |
| Choi 34’ | Marcatori | 27’ Terodde |

| Arbitro: | Reichel |

|                              |           |             |
| Kyereh 14’, 25’ Makienok 34’ | Marcatori | 66’ Hofmann |

| Arbitro: | Dingert |

|             |           |           |
| Hofmann 70’ | Marcatori | 31’ Beste |

| Arbitro: | Alt |

|  |           |                                     |
|  | Marcatori | 54’ Hofmann 67’ Wanitzek 85’ Lorenz |

| Arbitro: | Siewer |

|                                 |           |                          |
| Wanitzek 65’ (rig.) Hofmann 83’ | Marcatori | 31’ Ginczek 38’ Hennings |

| Arbitro: | Günsch |

|                           |           |                          |
| Pröger 30’ Thalhammer 84’ | Marcatori | 36’ Wanitzek 69’ Hofmann |

| Arbitro: | Alt |

|                                       |           |  |
| Glatzel 23’ Vušković 32’ Vagnoman 68’ | Marcatori |  |

| Arbitro: | Thomsen |

|                             |           |                                |
| Schleusener 69’ Hofmann 75’ | Marcatori | 24’ (rig.) Schmidt 46’ Bilbija |

| Arbitro: | Koslowski |

|                        |           |  |
| Weydandt 25’ Beier 90’ | Marcatori |  |

| Arbitro: | Braun |

|                         |           |                         |
| Gondorf 65’ Hofmann 74’ | Marcatori | 26’ Weihrauch 90’ Akoto |

| Arbitro: | Heft |

|                |           |  |
| Sessa 38’, 42’ | Marcatori |  |

### Coppa di Germania
| Arbitro: | Hussein |

|            |           |                                                    |
| Brauer 72’ | Marcatori | 44’ Schleusener 50’ Hofmann 58’ Kaufmann 79’ Cueto |

| Arbitro: | Welz |

|              |           |                   |
| Frimpong 54’ | Marcatori | 4’ Cueto 63’ Choi |

| Arbitro: | Petersen |

|  |           |                     |
|  | Marcatori | 69’ (rig.) Wanitzek |

| Arbitro: | Zwayer |

|                                    |                      |                                                |
| Glatzel 52’, 90’                   | Marcatori            | 40’ Heise 50’ Hofmann                          |
| Schonlau Vagnoman Vušković Glatzel | Tiri di rigore 3 – 2 | Gondorf Heise Wanitzek van Rhijn O'Shaughnessy |

## Statistiche

### Statistiche di squadra
| Competizione      | Punti | In casa | In casa | In casa | In casa | In casa | In casa | In trasferta | In trasferta | In trasferta | In trasferta | In trasferta | In trasferta | Totale | Totale | Totale | Totale | Totale | Totale | DR |
| Competizione      | Punti | G       | V       | N       | P       | Gf      | Gs      | G            | V            | N            | P            | Gf           | Gs           | G      | V      | N      | P      | Gf     | Gs     | DR |
| ----------------- | ----- | ------- | ------- | ------- | ------- | ------- | ------- | ------------ | ------------ | ------------ | ------------ | ------------ | ------------ | ------ | ------ | ------ | ------ | ------ | ------ | -- |
| 2. Bundesliga     | 41    | 17      | 5       | 9       | 3       | 32      | 26      | 17           | 4            | 5            | 8            | 22           | 29           | 34     | 9      | 14     | 11     | 54     | 55     | -1 |
| Coppa di Germania | -     | 0       | 0       | 0       | 0       | 0       | 0       | 4            | 3            | 1            | 0            | 9            | 4            | 4      | 3      | 1      | 0      | 9      | 4      | +5 |
| Totale            | 41    | 17      | 5       | 9       | 3       | 32      | 26      | 21           | 7            | 6            | 8            | 31           | 33           | 38     | 12     | 15     | 11     | 63     | 59     | +4 |

### Andamento in campionato
| Giornata  | 1 | 2 | 3 | 4 | 5 | 6 | 7 | 8 | 9  | 10 | 11 | 12 | 13 | 14 | 15 | 16 | 17 | 18 | 19 | 20 | 21 | 22 | 23 | 24 | 25 | 26 | 27 | 28 | 29 | 30 | 31 | 32 | 33 | 34 |
| --------- | - | - | - | - | - | - | - | - | -- | -- | -- | -- | -- | -- | -- | -- | -- | -- | -- | -- | -- | -- | -- | -- | -- | -- | -- | -- | -- | -- | -- | -- | -- | -- |
| Luogo     | T | C | T | C | T | C | T | C | T  | C  | T  | C  | C  | T  | C  | T  | C  | C  | T  | C  | T  | C  | T  | C  | T  | C  | T  | C  | T  | T  | C  | T  | C  | T  |
| Risultato | V | V | N | N | P | N | V | P | N  | V  | P  | P  | N  | N  | V  | P  | V  | N  | N  | P  | P  | V  | V  | N  | P  | N  | V  | N  | N  | P  | N  | P  | N  | P  |
| Posizione | 3 | 1 | 2 | 4 | 6 | 8 | 5 | 9 | 10 | 7  | 8  | 9  | 10 | 10 | 9  | 10 | 10 | 10 | 10 | 10 | 11 | 11 | 9  | 9  | 9  | 9  | 9  | 9  | 9  | 10 | 9  | 12 | 11 | 12 |

Legenda:

Luogo: C = Casa; T = Trasferta. Risultato: V = Vittoria; N = Pareggio; P = Sconfitta.

### Statistiche dei giocatori
| Giocatore        | 2. Bundesliga | 2. Bundesliga | 2. Bundesliga | 2. Bundesliga | Coppa di Germania | Coppa di Germania | Coppa di Germania | Coppa di Germania | Totale   | Totale | Totale      | Totale     |
| Giocatore        | Presenze      | Reti          | Ammonizioni   | Espulsioni    | Presenze          | Reti              | Ammonizioni       | Espulsioni        | Presenze | Reti   | Ammonizioni | Espulsioni |
| ---------------- | ------------- | ------------- | ------------- | ------------- | ----------------- | ----------------- | ----------------- | ----------------- | -------- | ------ | ----------- | ---------- |
| M. Batmaz        | 20            | 3             | 2             | 0             | 2                 | 0                 | 0                 | 0                 | 22       | 3      | 2           | 0          |
| R. Bormuth       | 8             | 0             | 2             | 0             | 1                 | 0                 | 0                 | 0                 | 9        | 0      | 2           | 0          |
| T. Breithaupt    | 29            | 0             | 7             | 0             | 4                 | 0                 | 1                 | 0                 | 33       | 0      | 8           | 0          |
| K. Choi          | 24            | 5             | 1             | 1             | 3                 | 1                 | 0                 | 0                 | 27       | 6      | 1           | 1          |
| L. Cueto         | 20            | 0             | 0             | 0             | 4                 | 2                 | 0                 | 0                 | 24       | 2      | 0           | 0          |
| L. Fröde         | 2             | 0             | 0             | 0             | 1                 | 0                 | 0                 | 0                 | 3        | 0      | 0           | 0          |
| M. Gersbeck      | 28            | 0             | 0             | 1             | 4                 | 0                 | 0                 | 0                 | 32       | 0      | 0           | 1          |
| B. Goller        | 13            | 1             | 3             | 0             | 1                 | 0                 | 0                 | 0                 | 14       | 1      | 3           | 0          |
| J. Gondorf       | 30            | 1             | 9             | 0             | 4                 | 0                 | 1                 | 0                 | 34       | 1      | 10          | 0          |
| D. Gordon        | 29            | 2             | 4             | 1             | 3                 | 0                 | 1                 | 0                 | 32       | 2      | 5           | 1          |
| N. Heeger        | 2             | 0             | 0             | 0             | 0                 | 0                 | 0                 | 0                 | 2        | 0      | 0           | 0          |
| P. Heise         | 33            | 0             | 5             | 0             | 3                 | 1                 | 0                 | 0                 | 36       | 1      | 5           | 0          |
| P. Hofmann       | 33            | 19            | 5             | 0             | 4                 | 2                 | 0                 | 0                 | 37       | 21     | 5           | 0          |
| F. Irorere       | 2             | 0             | 0             | 0             | 0                 | 0                 | 0                 | 0                 | 2        | 0      | 0           | 0          |
| K. Jakob         | 13            | 0             | 1             | 0             | 1                 | 0                 | 0                 | 0                 | 14       | 0      | 1           | 0          |
| L. Jensen        | 0             | 0             | 0             | 0             | 0                 | 0                 | 0                 | 0                 | 0        | 0      | 0           | 0          |
| S. Jung          | 6             | 1             | 1             | 0             | 1                 | 0                 | 0                 | 0                 | 7        | 1      | 1           | 0          |
| F. Kaufmann      | 23            | 0             | 0             | 0             | 3                 | 1                 | 0                 | 0                 | 26       | 1      | 0           | 0          |
| C. Kobald        | 29            | 1             | 6             | 0             | 4                 | 0                 | 1                 | 1                 | 33       | 1      | 7           | 1          |
| D. Kother        | 11            | 1             | 0             | 0             | 0                 | 0                 | 0                 | 0                 | 11       | 1      | 0           | 0          |
| M. Kuster        | 4             | 0             | 0             | 0             | 0                 | 0                 | 0                 | 0                 | 4        | 0      | 0           | 0          |
| M. Lorenz        | 21            | 1             | 3             | 0             | 3                 | 0                 | 0                 | 0                 | 24       | 1      | 3           | 0          |
| P. Löhr          | 0             | 0             | 0             | 0             | 0                 | 0                 | 0                 | 0                 | 0        | 0      | 0           | 0          |
| S. Marino        | 2             | 0             | 0             | 0             | 1                 | 0                 | 0                 | 0                 | 3        | 0      | 0           | 0          |
| L. Mirković      | 0             | 0             | 0             | 0             | 0                 | 0                 | 0                 | 0                 | 0        | 0      | 0           | 0          |
| D. O'Shaughnessy | 13            | 1             | 2             | 0             | 2                 | 0                 | 0                 | 0                 | 15       | 1      | 2           | 0          |
| J. Rabold        | 5             | 0             | 0             | 0             | 0                 | 0                 | 0                 | 0                 | 5        | 0      | 0           | 0          |
| T. Rossmann      | 1             | 0             | 0             | 0             | 0                 | 0                 | 0                 | 0                 | 1        | 0      | 0           | 0          |
| F. Schleusener   | 34            | 7             | 1             | 0             | 4                 | 1                 | 0                 | 0                 | 38       | 8      | 1           | 0          |
| E. Sihlaroğlu    | 1             | 0             | 0             | 0             | 0                 | 0                 | 0                 | 0                 | 1        | 0      | 0           | 0          |
| N. Theisinger    | 0             | 0             | 0             | 0             | 0                 | 0                 | 0                 | 0                 | 0        | 0      | 0           | 0          |
| M. Thiede        | 20            | 1             | 2             | 0             | 4                 | 0                 | 0                 | 0                 | 24       | 1      | 2           | 0          |
| M. Wanitzek      | 32            | 9             | 5             | 1             | 4                 | 1                 | 1                 | 0                 | 36       | 10     | 6           | 1          |
| M. Weiß          | 1             | 0             | 0             | 0             | 0                 | 0                 | 0                 | 0                 | 1        | 0      | 0           | 0          |
| R. van Rhijn     | 16            | 0             | 1             | 0             | 1                 | 0                 | 0                 | 0                 | 17       | 0      | 1           | 0          |